# نيلسون هاريس
نيلسون هاريس (بالإنجليزية: Nelson Harris)‏ هو سياسي أمريكي، ولد في 21 أغسطس 1964.